# مائدة الرحمن

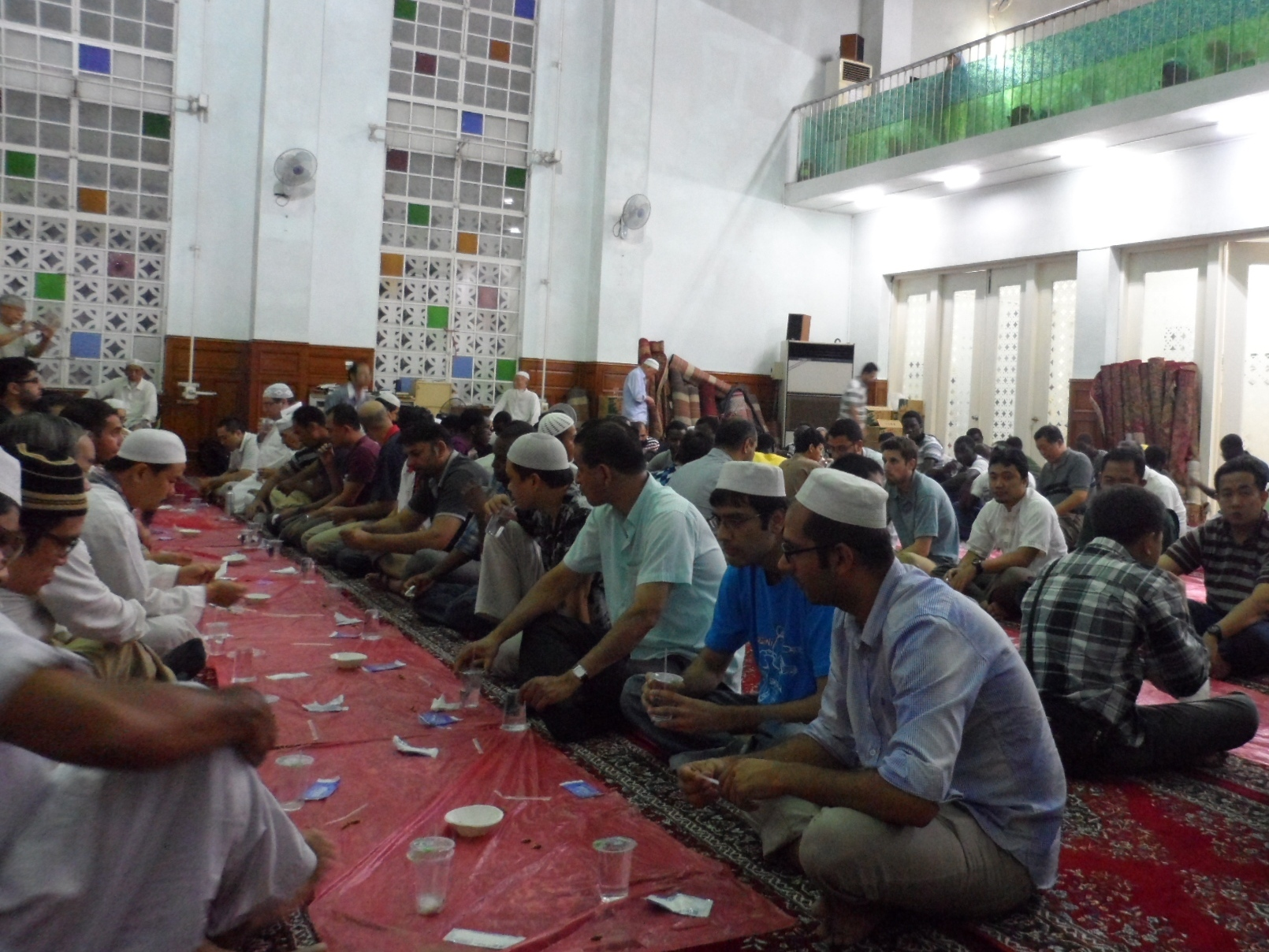
مائدة الرحمن في تايوان، يوليو 2013

مائدة الرحمن هي تقليد إسلامي يتمثل في إقامة موائد إفطار جماعية خلال أيام الصيام، خاصة في شهر رمضان المبارك ويوم عرفة، بهدف إطعام الصائمين من الفقراء والمساكين وغيرهم ممن قد لا يتمكنون من تناول الإفطار في منازلهم. يُعد هذا التقليد مظهرًا بارزًا من مظاهر التكافل الاجتماعي في المجتمعات الإسلامية، وقد انتشر بشكل واسع في العديد من الدول العربية والإسلامية، خاصة في مصر.

## التاريخ
تختلف الروايات حول أصل مائدة الرحمن، لكن تشير بعض المصادر التاريخية إلى أن بدايتها تعود إلى العصر الطولوني في مصر على يد أحمد بن طولون، مؤسس الدولة الطولونية. وفقًا لرواية تاريخية، أقام ابن طولون في السنة الرابعة من ولايته (حوالي 872 م) مائدة أطلق عليها اسم "السماط"، جمع فيها القادة والتجار والأعيان، وحثهم على فتح بيوتهم ومد موائدهم للفقراء طوال شهر رمضان، بهدف تعزيز البر والإحسان. وفي رواية أخرى، يُنسب إنشاء موائد الرحمن إلى الدولة الفاطمية، حيث أقام الخليفة المعز لدين الله الفاطمي مائدة كبيرة عُرفت بـ"دار الفطرة"، كانت تمتد لمسافة 175 مترًا، وكان يُقدم فيها 1100 قدر من الطعام يوميًا لإطعام المصلين والفقراء بالقرب من مسجد عمرو بن العاص  
في العصر الحديث، تطورت موائد الرحمن لتصبح ظاهرة شعبية تشمل مختلف شرائح المجتمع. في مصر، كان الملك فاروق يشرف على إقامة موائد ضخمة أمام قصر عابدين، حيث كان يحضرها بنفسه في اليوم الأول من رمضان، ثم يتولى المسؤولون إدارتها طوال الشهر. وبعد ثورة 1952، تولى بنك ناصر الاجتماعي منذ عام 1967 الإشراف على تنظيم هذه الموائد باستخدام أموال الزكاة.
تنتشر موائد الرحمن اليوم في العديد من الدول العربية والإسلامية، مثل مصر والسعودية والإمارات والعراق، وتتفاوت في أحجامها وتنظيمها. في مصر، تُعد من أبرز مظاهر شهر رمضان، حيث تقام في الشوارع والساحات العامة، وأحيانًا داخل المساجد الكبرى مثل الجامع الأزهر، الذي يستضيف أكثر من 4000 صائم يوميًا. كما تُظهر هذه الموائد روح التضامن الاجتماعي، إذ يتبرع الأفراد والجمعيات الخيرية لإعدادها، ويشارك فيها الجميع بغض النظر عن وضعهم الاجتماعي.